# 여수미평초등학교 축구단
여수미평초등학교 축구부는 대한민국 전라남도 여수시에 있는 초등학교 축구부이다. 여수미평초등학교가 운영하는 축구부로, 1999년에 창단 되었다.

## 출신 선수
이우진 정헌택

## 참고 자료
- “KFA 통합경기정보 시스템”. 대한축구협회.

## 같이 보기
- 여수미평초등학교